# نادي الفتح الناضوري
نادي الفتح الرياضي الناضوري هو نادٍ رياضي مغربي من مدينة الناضور، يمارس بدوري الدرجة الثالتة المغربي أو مايُعرَف بأقسام الهواة. اقترن اسم النادي وكذلك ألوانه بفريق مدينة برشلونة الكبير. أنشئ النادي من طرف بعض فعاليات مدينة الناضورالموجودة شمال المغرب والمحادية لمدينة مليلية الخاضعة للإدارة الإسبانية. اختار النادي نفس ألوان نادي برشلونة الإسباني المعروف بأقمصته المخططة عموديا بالأحمر والأزرق نظرا لشعبية النادي الكبيرة في المدينة. يعتبر الفريق الممثل الثاني للمدينة بعد جاره وغريمه التقليدي نادي هلال الناضور.
التراس نادي
2009 ultras khatabi 
2016 ultras free man

ultras phantoms 2023